# Bolbitis longiflagellata
Bolbitis longiflagellata är en träjonväxtart som först beskrevs av Roland Napoléon Bonaparte, och fick sitt nu gällande namn av Ren-Chang Ching. Bolbitis longiflagellata ingår i släktet Bolbitis och familjen Dryopteridaceae. Inga underarter finns listade.